# Královská hrobka u Mušova
Královská hrobka u Mušova je germánský hrob pocházející z období markomanských válek nacházející se u Mušova na levém břehu řeky Dyje, nedaleko římské vojenské pevnosti legií Marca Aurelia.
Hrobka byla objevena při výzkumu v roce 1988. Původně se jednalo pravděpodobně o dutý prostor, jehož dřevěná konstrukce se zhroutila. Přestože byla hrobka v minulosti vykradena, tak obsahovala kolem 200 germánských a římských předmětů ze skla, stříbra, bronzu, keramiky, železné zbraně, zlaté ozdoby a mnoho dalších předmětů vypovídajících o bohatství germánského vládce žijícího v blízkosti římského osídlení v období markomanských válek. I když hrobka pochází z 2. století, stříbrné a zlaté posmrtné dary jsou staršího data. Nejstarší z nich pocházejí z pozdně republikánského či augustovského období, novější jsou přibližně z let vlády císařů Tiberia a Nerona, což dokládá, že na jižní Moravě již v průběhu 1. století existoval obchod s římským luxusním zbožím, který mezi místní germánskou nobilitou, přecházel z generace na generaci. Pravděpodobně byly takové předměty přivezeny přímo z Římské říše jako dary germánským vládcům nebo se staly kořistí snad v době Vespasianovy občanské války, kterých se v čele svých germánských králů Italica a Sidona účastnily i další germánští bojovníci pocházející z území severně od středního Dunaje. Kromě posmrtných darů hrobka obsahovala kosterní pozůstatky obětních zvířat. V hrobě byly podle antropologů uloženy ostatky dvou mužů a jedné ženy. Mohlo se tak jednat o královskou dynastickou hrobku germánského vládce Ballomara z období markomanských válek, pro toto tvrzení však chybí důkazy.